# Aeroportul Ulyanovsk Vostochny
Aeroportul Ulyanovsk Vostochny (IATA: ULY, ICAO: UWLW) este un aeroport din Ulianovsk, Regiunea Ulianovsk, Rusia ce deservește zona Ulianovsk. Aeroportul a fost tranzitat în 2021 de 946 de pasageri. A fost deschis în 1983 și numit după zona deservită.
Situat la o altitudine de 77 m, aeroportul dispune de 1 pistă. Este operat de Volga-Dnepr Airlines⁠(d).

## Infrastructură

### Piste
Aeroportul dispune de o singură pistă. Pista are orientarea 02/20. 